# 目出站
目出站（日语：／ Mede eki */?）是位於山口縣山陽小野田市大字小野田字目出7512番，西日本旅客鐵道（JR西日本）的小野田線車站。車站位於有帆川堤，靠近小野田市。

## 車站構造

### 站房
在水泥地基上以木建成的單層站房1座，配有金屬屋頂，車站入口設於左側，通過候車大堂及開放式閘口後，右轉並沿一小段路面後，橫過上行的軌道後到達月台。候車大堂內設有多張單座位式的候車座椅；右側前端為共用式洗手間，後方為儲物室。此站是由現時為廣島支社旗下的「山口地區統括部」管理。

### 月台
設有1面2線的島式月台，可進行列車交會。但在現時的時間表下，並沒有安排任何的列車交會。
月台建設在彎位上，以鋼架承托在水泥基座上，並舖上水泥板的月台層及木板的無障礙斜道。月台的闊度較窄，尤其是向小野田方的末端部份，安全區域只能容許1人。月台上除站牌外，亦沒有任何放置其他任何的配套設施。
| 月台     | 路線      | 上下行 | 方向                   |
| -------- | --------- | ------ | ---------------------- |
| 靠近站房 | ■小野田線 | 上行   | 小野田港、宇部新川方向 |
| 遠離站房 | ■小野田線 | 下行   | 小野田方向             |

※在旅客資訊上沒有標示月台編號。

## 歷史
- 1915年11月25日：小野田輕便鐵道小野田站至水泥町駅（現時：小野田港站）之間開通，此站啟用。
- 1923年6月25日：小野田輕便鐵道改名為小野田鐵道（日语：小野田鉄道）。
- 1943年4月1日：小野田鐵道被國有化。成為國有鐵道小野田線車站。
- 1947年10月1日：小野田線編入至宇部西線，成為宇部西線車站。
- 1948年2月1日：宇部西線編入至小野田線，成為小野田線車站。
- 1983年3月8日：降為無人車站。
- 1987年4月1日：隨國鐵分割民營化，車站由西日本旅客鐵道（JR西日本）營運。

## 使用狀況
以下為近年使用人次：
| 乘車人次變化 | 乘車人次變化 |
| 年度         | 1日平均人次  |
| ------------ | ------------ |
| 1999         | 49           |
| 2000         | 47           |
| 2001         | 31           |
| 2002         | 38           |
| 2003         | 32           |
| 2004         | 29           |
| 2005         | 25           |
| 2006         | 28           |
| 2007         | 27           |
| 2008         | 22           |
| 2009         | 23           |
| 2010         | 16           |
| 2011         | 14           |
| 2012         | 13           |
| 2013         | 11           |
| 2014         | 8            |
| 2015         | 9            |
| 2016         | 10           |
| 2017         | 11           |
| 2018         | 11           |
| 2019         | 11           |
| 2020         | 9            |
| 2021         | 9            |
| 2022         | 8            |

## 相鄰車站
西日本旅客鐵道（JR西日本）
■小野田線
南中川－目出－小野田

## 外部連結
- 目出｜車站資訊：JR出門網 - 西日本旅客鐵道（日語）